# Saison 2003-2004 de l'AS Monaco FC
Maillots
Chronologie
Saison précédente Saison suivante
La saison 2003-2004 de l'AS Monaco est une saison lors de laquelle le club de la principauté dispute le championnat de France de football et domine pendant une partie de la saison le championnat; le club prend finalement la troisième place du championnat. On retient surtout cette saison pour le parcours des protégés de Didier Deschamps en Ligue des champions de l'UEFA où le club atteint la finale mais perd face au club portugais du FC Porto sur un score de 3-0.
L'entraineur Didier Deschamps entraine le club monégasque depuis deux saisons où il avait qualifié son équipe lors de la saison 2002-2003 pour la Ligue des champions. Dans de nombreux extraits, on verra Deschamps très proche des joueurs, à toujours vouloir les pousser à leur maximum. Cette équipe fut soutenue par la France entière durant son parcours (Le périple rouge) et élimina de grands noms du football européens comme le Real Madrid de Zinédine Zidane, Ronaldo et Luís Figo ou encore l'équipe de Chelsea de Frank Lampard.
La saison commence pourtant dans la douleur avec le départ de Jean-Louis Campora, président depuis vingt-sept ans et grand artisan des victoires aux championnats de France qui laisse son poste à Pierre Svara. Ensuite, le club est menacé de relégation pour raison financières avant le début de saison et quelques joueurs comme Julien Rodriguez en fin de contrat voit le risque de quitter le club alors que des grands joueurs comme Rafael Márquez et Marcelo Gallardo ont déjà déserté le club de la principauté. Le club est finalement autorisé à jouer le championnat par la FFF le 20 juin 2003.
Le club joue dès le début du championnat les premières places de la saison et à la trêve hivernale, le club est en tête du championnat de France. En coupe d'Europe, les monégasques réalisent un exploit en battant le 5 novembre 2003 l'équipe du Deportivo La Corogne sur un score de 8-3 au Stade Louis-II grâce notamment à un quadruplé de Dado Prso.
Le club sera leader du championnat pendant 25 journées, avant de craquer en fin de saison, laissant sa première place à l'Olympique lyonnais ; Monaco perd sa seconde place au profit du Paris Saint-germain et prend une troisième place, l'ASM devra passer par les barrages pour participer à la Ligue des champions.
Pierre Svara démissionne à la fin de saison et Michel Pastor, milliardaire monégasque prend la présidence.

## Compétition

### Championnat de France

#### Bon début de championnat
L'ASM commence la saison à domicile devant 13 448 spectateurs présent au Stade Louis-II. Deschamps aligne une formation en 4-4-2 avec Shabani Nonda, meilleur buteur de la saison précédente (26 buts) et Souleymane Camara. Le grand absent de ce match est Ludovic Giuly non présent sur la feuille de match qui purge un match de suspension. Le match débute et la Gazelle comme est surnommé Nonda n'attend pas plus de trente-et-une minute pour tromper Frédéric Roux,remplaçant le vétéran Ulrich Ramé, blessé. Monaco prend l'avantage et ne la lâchera plus. Juste après le retour des vestiaires, Camara fait le break offrant un second but à Monaco et les trois points de la victoire. Après cette victoire qui lance la saison des joueurs du rocher, le club de la principauté se déplace à Gerland pour affronter l'Olympique lyonnais, champion depuis deux saisons consécutives et qui est candidat à sa propre succession.  L'équipe ne change pas vraiment à part le retour de cap'tain Ludo qui joue son premier match de la saison où le joueur a fait ses débuts. Lyon domine le début de partie et pousse les monégasques dans leurs derniers retranchements; sur un ballon flottant, Sébastien Squillaci trompe son propre gardien en voulant intervenir. Ce but ne voit aucune réaction des joueurs de Deschamps qui encaissent un second but dix minutes plus tard par l'intermédiaire de Michael Essien, l'addition commence à être salé. La défense de Monaco prend l'eau définitivement juste avant la mi-temps après une erreur de Julien Rodriguez qui marque contre son camp. Le score à la pause est de 3-0; l'ASM réagit trop tard à la 56e après un but de Nonda qui réduit l'écart.
Après cette première défaite de la saison, Monaco doit se reprendre en recevant le SC Bastia ayant pris seulement un point en deux matchs. Les joueurs conservent leur cage inviolée pendant tout le match, montrant des améliorations dans le domaine de la défense. Emmanuel Adebayor marque son premier but sous ses nouvelles couleurs à la 38e minute de jeu ; le grec Zikos se joint à la fête en assommant les corses juste avant le coup de sifflet de la mi-temps. L'ASM conserve le résultat en changeant son système de 4-4-2 en 4-5-1 après l'heure de jeu et en 5-4-1 avant la fin du match. Grâce à cette victoire, le club de la principauté remonte à la 5e position.

#### Nonda blessé

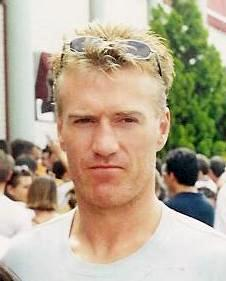
Didier Deschamps condamne le tacle de Pierre-Fanfan

Monaco se rend à Paris pour affronter le Paris SG pour le compte de la quatrième journée en finale du week-end. Le match démarre avec la blessure de Shabani Nonda, victime d'un tacle  de José-Karl Pierre-Fanfan qui provoque la torsion de la jambe d'appui du l'attaquant monégasque. L'arbitre du match Alain Sars interrompt le jeu, Ludovic Giuly et le joueur parisien Jérome Leroy font des signes affolés de blessure et de changement; le congolais est ramené au vestiaire sur civière et est remplacé par Édouard Cissé. Les malheurs s'enchainent puisqu'à la quatorzième  minute, Pauleta, à la réception d'un centre trompe Roma du plat du pied, faisant exploser le Parc des Princes. Ludovic Giuly parvient à égaliser à la trente-cinquième minute, et dans la minute qui suit, le togolais, Adebayor bat Jérôme Alonzo qui encaisse deux buts en moins de trois minutes. Le score est de 2-1 à la mi-temps pour les visiteurs. Shabani Nonda est conduit à l'hôpital pour subir des examens sur sa blessure à la jambe. La seconde période reprend de la même manière qu'elle s'est terminée avec deux équipes faisant jeu égal; Reinaldo remet Paris dans le match en égalisant juste après le retour des vestiaires mais Squillaci inscrit le troisième but de la partie avant l'heure de jeu et place les monégasques sur le chemin de la victoire. Paris finit la rencontre à dix après l'expulsion de Modeste M'Bami qui écope de deux cartons jaunes en trois minutes de temps. Giuly parachève le succès dans les arrêts de jeu du match, portant le score à 4-2.
Les joueurs apprennent à la fin du match la blessure de Nonda (luxation de la rotule gauche avec arrachement des ligaments) absent pour huit mois des terrains. Une altercation entre Didier Deschamps et Vahid Halilhodžić, l'entraineur parisien, éclate où le capitaine des bleus en 1998, reprochera une non-sanction de l'arbitre du match Alain Sars au fautif Pierre-Fanfan mais aussi au joueur lui-même en déclarant que c'était au-delà de l'agressivité; l'entraineur bosniaque du PSG réagit au propos de Deschamps en protégeant son défenseur, justement prêté par l'ASM : Je suis triste pour Nonda, mais il n'y a aucune intention de blesser de la part de mon joueur, surtout contre un de ses anciens coéquipiers. le commentateur du match Thierry Gilardi dit que pour lui, le tacle était dans les règles et que Pierre-Fanfan jouait le ballon.

#### L'ASM s'impose à la première place
Amputé de Nonda, l'ASM reçoit le FC Metz; les hommes de Deschamps réalisent un match moyen, le seul but du match est inscrit par un défenseur (Squillaci) montrant que l'attaque n'est plus aussi performante. Après cette victoire, Monaco s'installe en tête à égalité de point (12 points) avec l'Olympique de Marseille. Monaco parvient avant la fin du mercato, à obtenir le prêt de l'international espagnol évoluant au Real Madrid, Fernando Morientes. Le joueur espagnol est tout de suite mis à la place de titulaire contre Lille où il joue 75 minutes avant d'être remplacé par Dado Prso; ce match voit l'ASM perdre deux points, menant 1-0 après un but de Giuly avant la pause, Vladimir Manchev égalise à un quart d'heure de la fin. Au classement, l'ASM laisse la première place à l'OM.

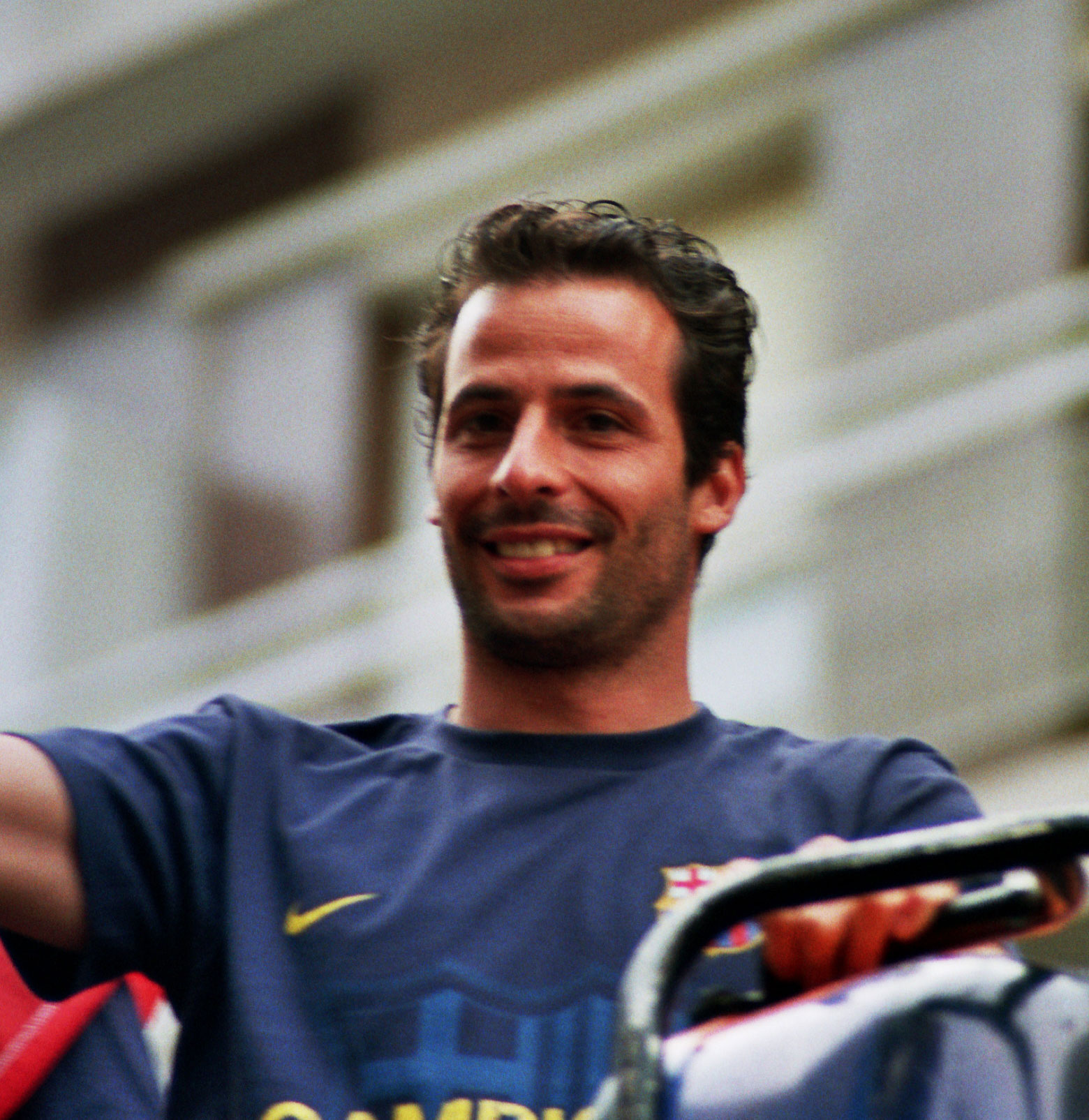
Ludovic Giuly, capitaine de l'équipe

Monaco reprend la première place après une victoire au Stade de la Mosson sur Montpellier; Adebayor ouvre le score très tot dans le match mais Pierre Laigle égalise huit minutes plus tard; c'est finalement Giuly qui permet aux monégasques de remporter le match après un but à la 75e. Monaco profite du faux pas de l'Olympique de Marseille pour se détacher d'un point de son poursuivant. Le club s'impose en maître ensuite face à Toulouse à domicile sur un score de 3-0 après des buts de Adebayor et Cissé avant la mi-temps et de Evra avant le coup de sifflet final.
Pour le compte de la neuvième journée, l'AS Monaco se déplace à Guingamp, se trouvant dans la zone de relégable avec une dix-huitième place. Le capitaine Ludovic Giuly marque deux buts en dix minutes de temps et permet aux monégasques de mener 2-0; Gaël Givet est exclu juste avant la mi-temps et doit laisser ses coéquipiers à dix. Nicolas Goussé réduit l'écart en seconde période mais le score ne bougera plus et Monaco gagne 2-1. L'ASM reçoit ensuite l'AJ Auxerre de Guy Roux et se fait cueillir à froid dès les premières minutes en encaissant un but de Bonaventure Kalou; Ludovic Giuly sort son équipe d'une défaite en égalisant dans le dernier quart d'heure de la rencontre. Ce match nul est sans conséquence puisque Marseille avait perdu la veille sur le terrain du RC Strasbourg. Les monégasques trainent les pieds et concèdent un nouveau match nul contre le FC Sochaux sur un score de 1-1. Au classement après cette 11e journée, Monaco est premier à égalité de point avec l'OM.
Le choc des extrêmes arrive le 1er novembre 2003 contre Le Mans FC n'ayant pris que quatre points depuis le début du championnat. Le match s'enflamme assez vite avec un but de Morientes dès la cinquième minute mais Le Mans répond trois minutes plus tard avec un but de Daniel Cousin et ne se prive pas de prendre l'avantage deux minutes plus tard grâce à Laurent Peyrelade. Une surprise se dessine au Stade Louis II mais Cousin marque un autre but, cette fois-ci contre son camp et remet les deux équipes à égalité. Plus rien ne se passe jusqu'à la 68e où Squillaci inscrit un troisième but et quand le défenseur sud-africain Thabang Molefe marque contre son camp, clôturant un match-piège pour les hommes de Deschamps. Le rocher continue son chemin en battant l'AC Ajaccio grâce à un but de Dado Prso vers la fin du match.
L'ASM affronte le RC Lens lors de la 14e journée de championnat à Louis-II. Le match se déroule dans la difficulté car les deux équipes font jeu égal jusqu'à une reprise de volée de Ludovic Giuly qui fusille le gardien Charles Itandje et permet à l'ASM d'ouvrir le score. À noter que ce but sera nommé dans la catégorie du plus beau but de l'année au Trophées UNFP du football. Morientes inscrit un second but et l'ASM prend de nouveau trois points.
| Poste               | Numéro | Nom                   | Naissance (âge)            | Nationalité                      | Sélection        | Statut        | Club précédent                 |
| ------------------- | ------ | --------------------- | -------------------------- | -------------------------------- | ---------------- | ------------- | ------------------------------ |
| Gardien de but      | 1      | Stéphane Porato       | 19 septembre 1973 (29 ans) | France                           | France A         | Professionnel | Olympique de Marseille         |
| Gardien de but      | 16     | André Biancarelli     | 12 mars 1970 (33 ans)      | France                           | -                | Professionnel | FC Metz                        |
| Gardien de but      | 30     | Flavio Roma           | 21 juin 1974 (29 ans)      | Italie                           | -                | Professionnel | Piacenza FC                    |
| Gardien de but      | 29     | Tony Sylva            | 17 mai 1975 (28 ans)       | Sénégal                          | Sénégal A        | Professionnel | formé au club                  |
| Latéral gauche      | 3      | Patrice Évra          | 15 mai 1981 (22 ans)       | France                           | -                | Professionnel | OGC Nice                       |
| Latéral droit       | 4      | Hugo Ibarra           | 1er avril 1974 (29 ans)    | Argentine                        | Argentine A      | Professionnel | Boca Juniors                   |
| Défenseur           | 12     | Joseph Dayo Oshadogan | 27 juin 1976 (27 ans)      | Italie / Nigeria                 | Italie -21 ans   | professionnel | Cosenza Calcio 1914            |
| Défenseur central   | 19     | Sébastien Squillaci   | 11 août 1980 (22 ans)      | France                           | France espoirs   | Professionnel | SC Toulon                      |
| Défenseur central   | 20     | Arnaud Lescure        | 13 février 1986 (17 ans)   | France                           | -                | amateur       | formé au club                  |
| Défenseur central   | 27     | Julien Rodriguez      | 11 juin 1978 (25 ans)      | France                           | -                | Professionnel | FC Istres                      |
| Latéral gauche      | 28     | Marco Ramos           | 26 avril 1983 (20 ans)     | Portugal                         | Portugal -19 ans | Amateur       | formé au club                  |
| Défense central     | 32     | Gaël Givet            | 9 octobre 1981 (22 ans)    | France                           | France -19 ans   | Professionnel | formé au club                  |
| Défenseur central   | 35     | Hassan El-Fakiri      | 18 avril 1977 (26 ans)     | Norvège                          | -                | Professionnel | SK Brann                       |
| Défenseur central   | 39     | Jim Ablancourt        | 3 juillet 1983 (20 ans)    | France                           | -                | Amateur       | formé au club                  |
| Milieu défensif     | 6      | Jaroslav Plašil       | 5 janvier 1982 (23 ans)    | Tchéquie                         | Tchéquie espoirs | Professionnel | FC Hradec Králové              |
| Milieu récupérateur | 7      | Lucas Bernardi        | 27 septembre 1977 (25 ans) | Argentine / Italie               | -                | Professionnel | Olympique de Marseille         |
| Milieu droit        | 8      | Ludovic Giuly         | 10 juillet 1976 (27 ans)   | France                           | France A         | Professionnel | Olympique lyonnais             |
| Milieu défensif     | 14     | Édouard Cissé         | 30 mars 1978 (25 ans)      | France                           | France Espoirs   | Professionnel | Paris SG (en prêt à Monaco)    |
| Milieu récupérateur | 15     | Andréas Zíkos         | 1er juin 1974 (29 ans)     | Grèce                            | Grèce A          | Professionnel | AEK Athènes                    |
| Milieu défensif     | 21     | Nicolas Hislen        | 11 février 1983 (20 ans)   | France                           | -                | Amateur       | formé au club                  |
| Milieu gauche       | 25     | Jérôme Rothen         | 31 mars 1978 (25 ans)      | France                           | France A         | Professionnel | ESTAC                          |
| Milieu de terrain   | 34     | Jimmy Juan            | 10 février 1983 (20 ans)   | France                           | -                | Amateur       | formé au club                  |
| Milieu de terrain   | 36     | Laurent Mohellebi     | 5 janvier 1984 (19 ans)    | France                           | -                | Amateur       | formé au club                  |
| Milieu de terrain   | 37     | Sébastien Carole      | 5 septembre 1982 (22 ans)  | France                           | -                | Amateur       | formé au club                  |
| Attaquant           | 9      | Dado Pršo             | 5 novembre 1974 (28 ans)   | Croatie                          | Croatie A        | Professionnel | AC Ajaccio                     |
| Attaquant           | 10     | Fernando Morientes    | 5 avril 1976 (28 ans)      | Espagne                          | Espagne A        | Professionnel | Real Madrid (en prêt à Monaco) |
| Attaquant           | 18     | Shabani Nonda         | 6 mars 1977 (26 ans)       | République démocratique du Congo | RD Congo A       | Professionnel | Stade rennais                  |
| Ailier gauche       | 23     | Nicolas Raynier       | 4 mars 1984 (19 ans)       | France                           | -                | Amateur       | Formé au club                  |
| Attaquant           | 24     | Emmanuel Adebayor     | 26 février 1984 (19 ans)   | Togo / Nigeria                   | Togo A           | Professionnel | FC Metz                        |
| Attaquant           | 25     | Souleymane Camara     | 22 décembre 1982 (20 ans)  | Sénégal                          | Sénégal A        | Professionnel | formé au club                  |
| Attaquant           | 31     | Sébastien Grax        | 23 juin 1981 (22 ans)      | France                           | France -18 ans   | Amateur       | formé au club                  |
| Attaquant           | 33     | Laurent Lanteri       | 17 octobre 1984 (18 ans)   | France                           | France -20 ans   | Amateur       | Formé au club                  |
| Ailier gauche       | 38     | Nicolas Maurice-Belay | 19 avril 1985 (18 ans)     | France                           | France -17 ans   | Amateur       | Formé au club                  |